# Zahara de la Sierra
Pour les articles homonymes, voir Zahara.
Connue pour son château éponyme, Zahara de la Sierra est une commune d'Espagne située dans la province de Cadix et la communauté autonome d'Andalousie.

## Géographie

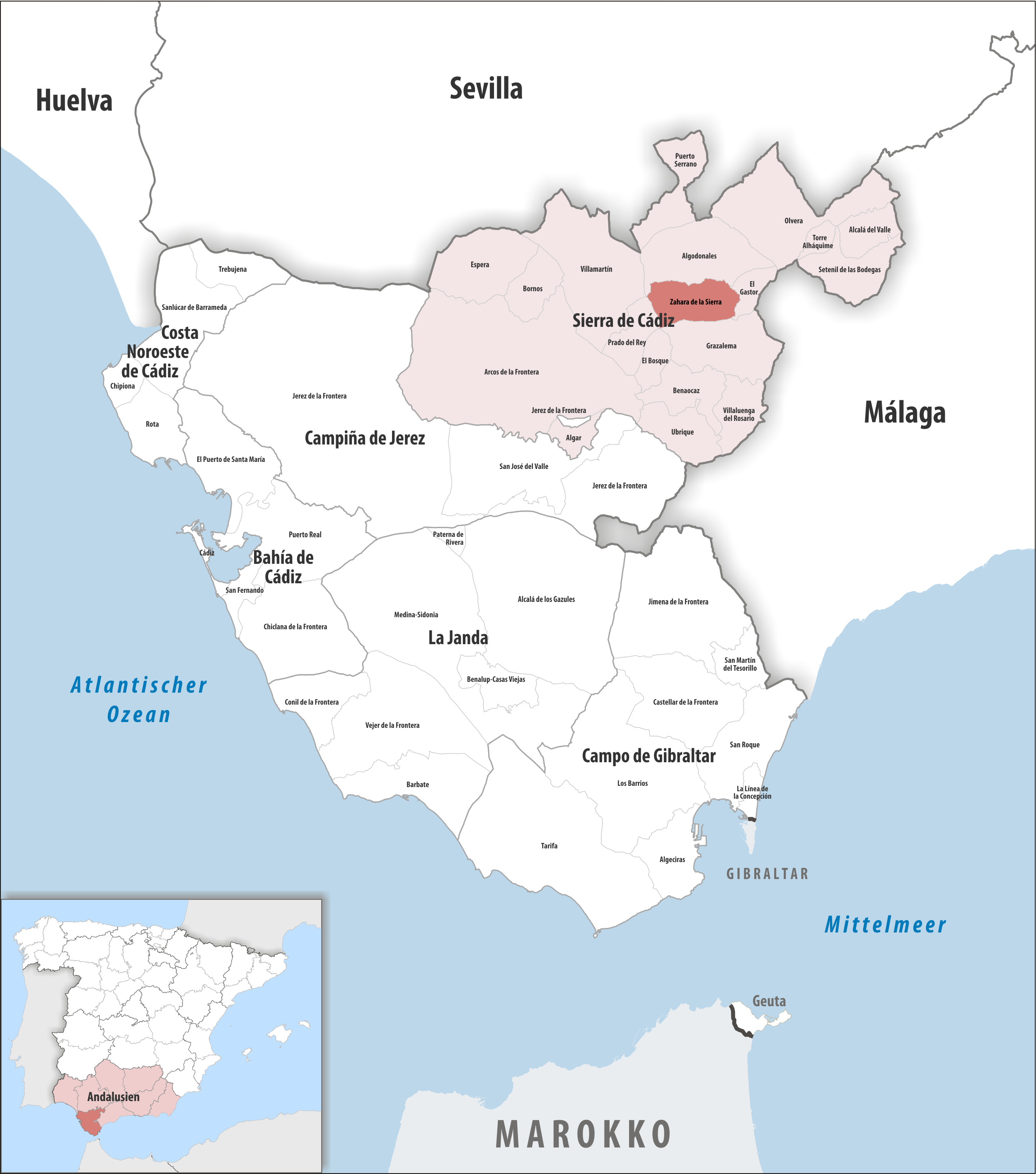
Zahara de la Sierra dans la province de Cadix / en Andalousie

### Localisation
La commune de Zahara de la Sierra fait partie de la comarque de Sierra de Cadix, dans le nord-est de province de Cadix.
Cadix est à 115 km sud-ouest ;
Jerez de la Frontera à 86 km ouest-sud-ouest ;
Malaga à 134 km est (avec un assez grand détour par le nord-est qui évite les petites routes de montagne passant entre les sommets du parc national de la Sierra de las Nieves) ; 
Gibraltar à 149 km sud.

### Généralités, description
Zahara est une étape de la Route des Villages blancs.
La commune a une superficie de 72,48 km2, elle se trouve à 500 mètres d'altitude[réf. nécessaire] ; le château culmine à 608 m.
L'économie du village repose sur l'agriculture et le tourisme rural et sportif. C'est une destination appréciée pour la randonnée pédestre ou à cheval, l'escalade, la spéléologie, le kayak, le cyclisme, l'archéologie et les excursions en 4x4.

### Hydrographie
La commune de Zahara de la Sierra est presque entièrement incluse dans le parc naturel de la Sierra de Grazalema, sauf pour une petite partie à l'ouest ; sa limite nord se confond à peu près avec la limite nord du parc. Le réservoir de Zahara-El Gastor (es) est en bordure est de la commune ; il est alimenté par le Guadalete, qui coule depuis le sud et sert lui aussi de limite de commune sur environ 2 km au nord du réservoir. Son affluent de rive gauche le Bocaleones, qui vient de Grazalema au sud, traverse la commune du sud au nord pour confluer en limite nord de la commune. L'arroyo de Parralejo, autre affluent de rive gauche du Guadalete, traverse lui aussi la commune du sud au nord et conflue un peu plus à l'ouest, sur Algodonales.
Début 2024 le réservoir de Zahara-El Gastor a démontré les effets d'une sécheresse particulièrement sévère (voir l'assèchement de son emprise sur la photo satellite ci-dessous).

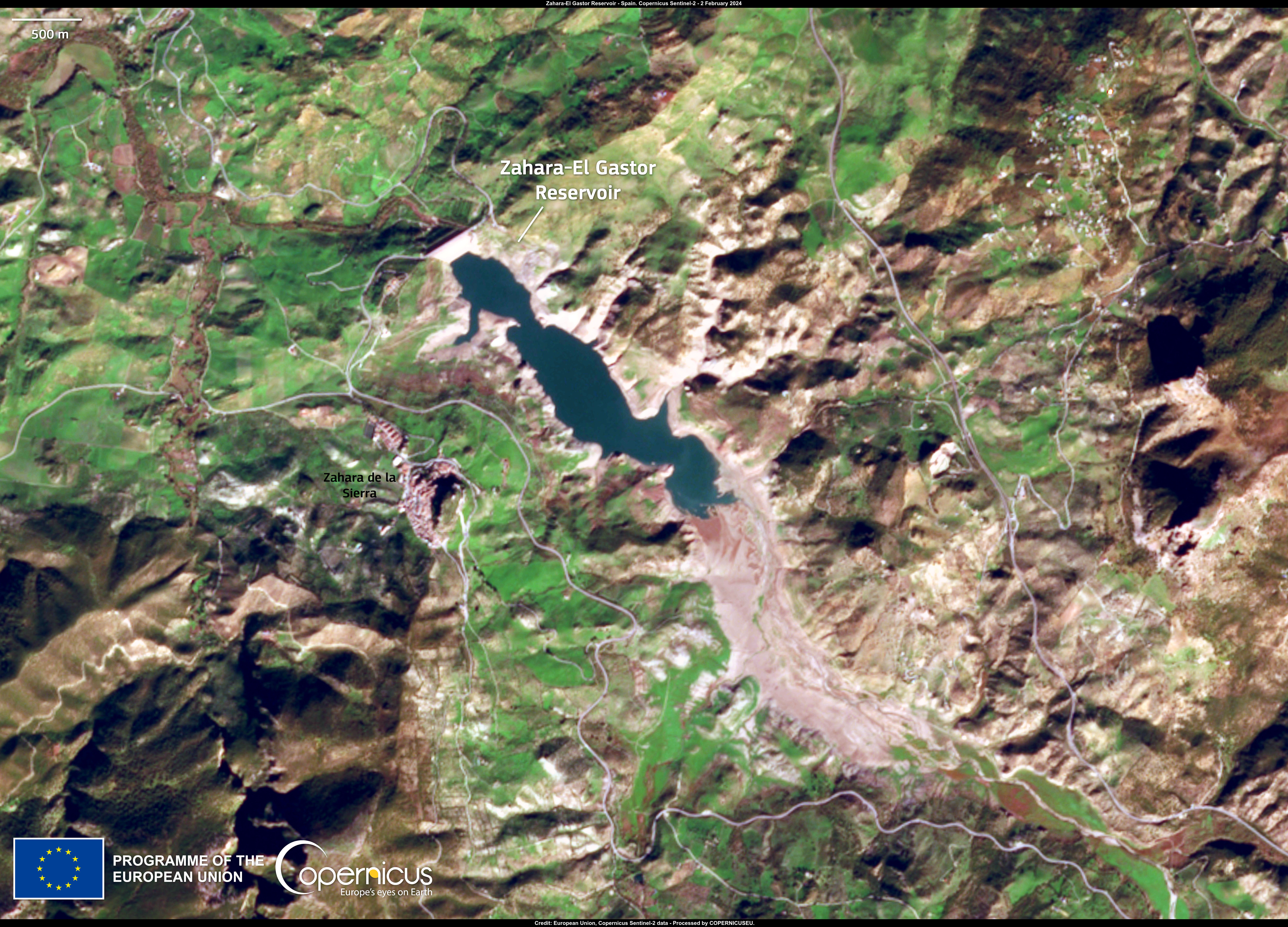
vu par le satellite Copernicus Sentinel-2
le 15 février 2024

## Histoire

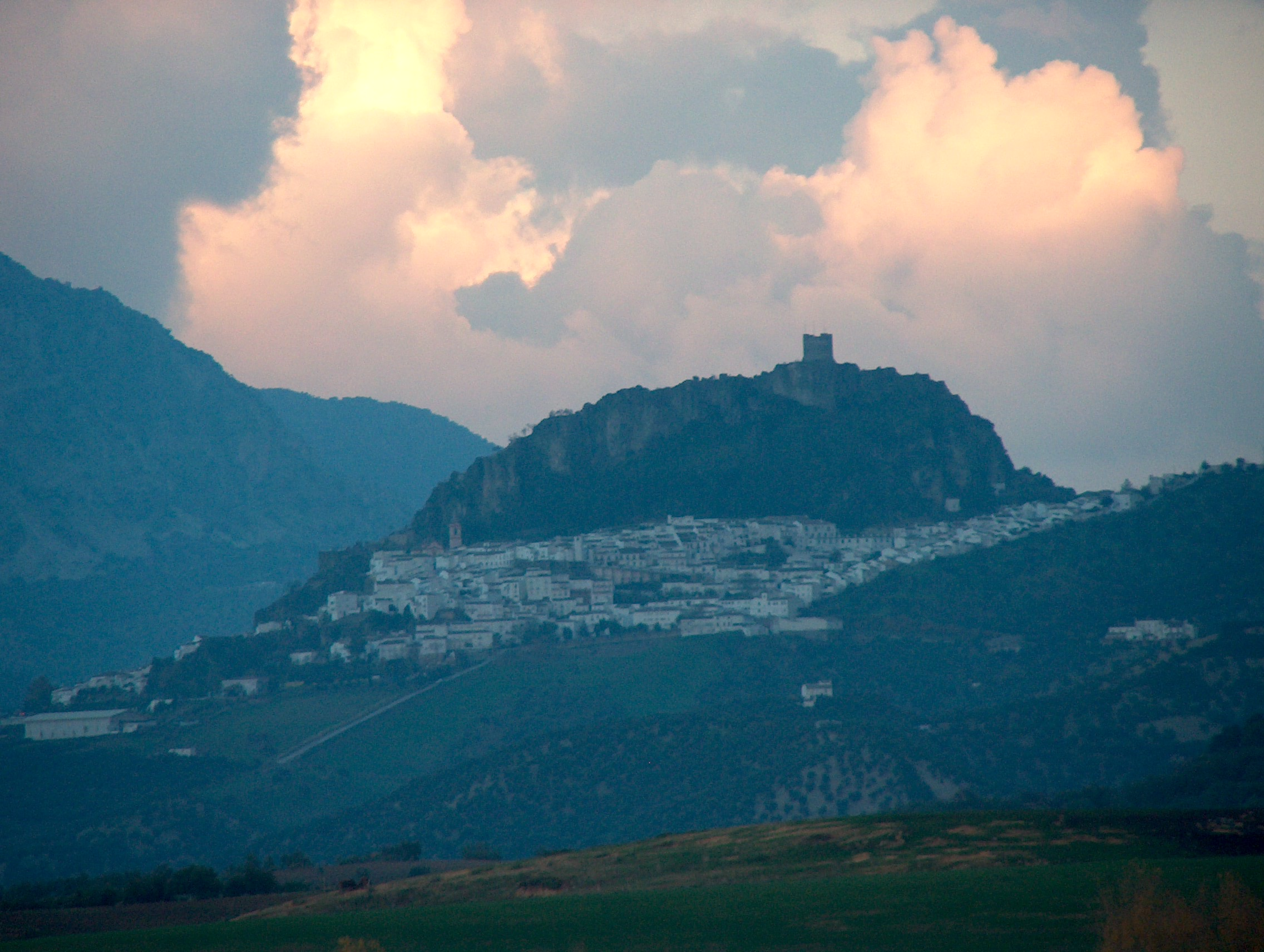
Vue générale de Zahara. Le village, le château nasride et la Sierra de Grazalema.

La ville était à l'origine un avant-poste mauresque qui dominait la vallée. En raison de sa position entre Ronda et Séville, le site était idéal pour l'édification d'un château pouvant servir de forteresse en cas d'attaque. Les vestiges du château (es) maure sont toujours debout.[réf. nécessaire]

## Démographie
En 2011 la population s'élevait à 1 522 habitants pour une densité de 21 hab/km2.[réf. nécessaire]